# Reginaldo Bessa
Reginaldo Bessa (Rio de Janeiro, 7 de setembro de 1937) é um cantor, compositor, maestro e produtor musical brasileiro, tendo sido um dos pioneiros da bossa nova no exterior.
Reside atualmente no Rio de Janeiro. Nasceu no bairro de São Cristóvão. Sua altura é 1 76 m
Continua em plena atividade. Compondo, produzindo e fazendo shows. Sua obra tem merecido reconhecimento  sobretudo no exterior. Seus discos estão sendo relançados em vinil  bem como digitalmente nas plataformas musicais.

## Biografia
É autor de canções como Qualquer Dia Desses, O Tempo, Tem Dendê, Figa de Guiné, Azul Portela e muitas outras. É também renomado compositor de jingles comerciais, obtendo vários prêmios nessa atividade profissional [carece de fontes?]. Seu primeiro disco, Amor en Bossa Nova, gravado em 1963 em Buenos Aires, foi relançado em março de 2006 pela gravadora alemã Sonorama Records, em escala internacional [carece de fontes?].
Reginaldo Bessa é pai do intérprete, cantor e produtor musical Leonardo Bessa.

## Premiações
- Troféu Jorge Lafond

1. 2005 - Melhor intérprete (Arranco) [3]